# Három Csillag érdemrend
A Három Csillag érdemrend a Lett Köztársaság által adományozható legmagasabb kitüntetés.
Az Érdemrend fokozatait olyan személyeknek ítélik oda, akik, a kultúra, a tudomány, a művészet, továbbá saját szakterületük terén példamutató tevékenységet folytattak.

## Története
A Három Csillag érdemrendet 1924. március 24-én kelt rendelettel alapították. Az érdemrend jelmondata a latin Per aspera ad astra.
1940. június 17-től 1994. október 25-ig a Lett Szocialista Köztársaság évei alatt az érdemrend nem került kiadásra. Miután Lettország 1991 évben visszaszerezte önállóságát, 1994-ben döntöttek az érdemrend ismételt odaítéléséről, és több mint 50 éves szünetet követően 1994. október 25-én adta át azt ismét a Lett Köztársaság elnöke az arra érdemeseknek.
A magyar Köztársasági elnökök közül Mádl Ferenc és Sólyom László érdemelte ki ezt a kitüntetést.
A Három Csillag érdemrend tervezője: Gustavs Šķilters szobrász, kivitelezője Jāņis Mikāns ékszerész és fémművész.

## Érdemrend leírása
Az érdemrend egy fehér zománcozott aranykerettel ellátott máltai kereszt, a kereszt végein apró arany golyócskákkal. A kereszt szárai között aranysugarak helyezkednek el. Középen egy kerek kobaltkék zománcozott medalionban három arany csillag látható. Az érdemrend hátlapján három sorban elhelyezve a lett függetlenségi nyilatkozat elfogadásának dátuma olvasható: LATVIJAS REPUBLIKA 1918. G. 18. NOVEMBRIS (Lett Köztársaság 1918. november 18,).
A lovagkereszt és a tisztikereszt átmérője  40 mm, a parancsnoki- és főtisztikereszté:  49 mm, a nagykereszté:  54 mm.

## A Három Csillag érdemrend fokozatai
Az érdemrendet 5 fokozatban adományozzák:
- nagykereszt
- főtisztikereszt
- parancsnokikereszt
- tisztikereszt
- lovagkereszt

Különlegesen kiemelkedő szolgálat esetén a Három Csillag érdemrend fokozata a nagykereszt lánccal is adományozásra kerül (nagykereszt a lánccal).

## A Három Csillag érdemérem
A Három Csillag érdemrend mellett adományozásra kerül a Három Csillag érdemérem is. Ennek formája egy ezüst ötágú csillag középpontjában a kobaltkék medalionban elhelyezkedő három aranycsillaggal. A medaliont a Par Tēviju (magyarul: A hazáért) felirat keretezi.